# Ecnomus ulap
Ecnomus ulap är en nattsländeart som beskrevs av Cartwright 1998. Ecnomus ulap ingår i släktet Ecnomus och familjen trattnattsländor. Inga underarter finns listade i Catalogue of Life.